# (73090) 2002 GT19
(73090) 2002 GT19 – planetoida z pasa głównego asteroid okrążająca Słońce w ciągu 3,69 lat w średniej odległości 2,39 j.a. Odkryta 14 kwietnia 2002 roku.